# (6291) Renzetti
Pour les articles homonymes, voir Renzetti.
(6291) Renzetti est un astéroïde de la ceinture principale.

## Description
(6291) Renzetti est un astéroïde de la ceinture principale. Il fut découvert le 15 octobre 1985 à la station Anderson Mesa par Edward L. G. Bowell. Il présente une orbite caractérisée par un demi-grand axe de 2,48 UA, une excentricité de 0,22 et une inclinaison de 11,5° par rapport à l'écliptique.